# Callum Wilson (rugby à XV)
Pour les articles homonymes, voir Callum Wilson et Wilson.
Pas d'image ? Cliquez ici

a Compétitions nationales et continentales officielles uniquement.

b Matchs officiels uniquement.
Dernière mise à jour le 10 avril 2025.
Callum Wilson, né le 28 octobre 1990, est un joueur anglais de rugby à XV évoluant au poste de centre ou ailier et international de rugby à sept.

## Biographie
Callum Wilson évolue en Championship à Ealing puis à Rotherham avant de rejoindre Soyaux Angoulême en Pro D2 en 2017. Il signe à l'Aviron bayonnais en tant que joker Coupe du monde en juillet 2019 et y fait ses débuts en Top 14 sur la pelouse du Stade français,. À l'issue de son contrat en novembre 2019, il rejoint le Biarritz olympique en qualité de joker médical de Romain Lonca. Il quitte le club à l'issue de la saison 2019/2020 et s'engage à Valence Romans.